# Jetak (Kunduran)
Jetak is een bestuurslaag in het regentschap Blora van de provincie Midden-Java, Indonesië. Jetak telt 649 inwoners (volkstelling 2010).